# Teresa Graves
Teresa Graves (Houston, Texas; 10 de enero de 1948 - Los Ángeles, California; 10 de octubre de 2002) fue una actriz y cantante estadounidense.

## Biografía
Comenzó su carrera artística como cantante del grupo Doodletown Pipers. Más adelante pasó al mundo de la interpretación, con apariciones en la serie de televisión Rowan and Martin's Laugh-In (1969-1970).
Participó en papeles de reparto en algunas películas en la década de los setenta: Black Eye (1974), That Man Bolt (1973), y Vampira (1974), con David Niven.
Su momento de máxima popularidad llega cuando interpreta el papel protagonista en la serie policiaca Get Christie Love (1974-1975)- En ella, Teresa Graves interpretó el primer papel protagonista de una mujer afrodescendiente al servicio del departamento de policía de una gran ciudad.
En 1983 abandonó su carrera artística para centrarse en su vocación religiosa como miembro de la comunidad de los Testigos de Jehová.
Falleció trágicamente en el incendio de su casa a la edad de 54 años.